# NGC 5299
NGC 5299 ist ein aus mehreren Sternen bestehendes Asterismus im Sternbild Zentaur. Es wurde am 7. Juni 1837 von John Herschel bei einer Beobachtung mit einem 18-Zoll-Spiegelteleskop irrtümlich für einen Sternenhaufen gehalten und erlangte so einen Eintrag in den Katalog. John Herschel notierte bei dieser Beobachtung: „Star cluster of Class VII; much more than fills field; a very large and rich milky way cluster, quite insulated on the preceding, north and following sides, and nearly so to the south; forming a kind of peninsular projection, but much richer than the main body of the milky way“.